# Prémek (heraldika)
A heraldikai prémek a borítások közé tartozó színek csoportját alkotják. A címerpajzs borítására különféle prémek vagy bundabőrök használatosak. A magyar heraldikában csak kivételesen fordulnak elő, az angol, francia, valamint a német és németalföldi heraldikában viszont nagyon gyakoriak és különféle változataik vannak, részben a rokoni heraldika és a szövevényes hűbéri kapcsolatok következtében. Ritkán fordulnak elő Skandináviában és Svájcban, kivételesen a cseh, és magyar heraldikában, a lengyelből teljesen hiányzanak. Nemcsak a mező, hanem a címerábrák színezésére is használják. 
Névváltozatok: bundás bőr (Bárczay 59.), szőrme-máz (Nyáry 50.), bundabőr, szőrme (Bertényi, 1993. 23. l.), bőr

fr: fourrure, pannes, en: fur, de: Pelzwerk, heraldisches Pelzwerk, cs: kožešina, la: aluta, pellium 

Rövidítések

A prémek jellegzetes mintázattal bírnak, ezért nincs számukra külön vonalkázás sem, mert ennek alapján a színezetlen ábrákon is könnyen felismerhetők. A prémeknek ezért nem kell megfelelniük a heraldikai színtörvénynek sem, azaz fémre, színre és más prémekre is helyezhetők. A hanyatló heraldika korában a prémeket színekkel kezdték festeni, illetve helyettesíteni. Például a nyestet vörössel, a cobolyt feketével, bár eredetileg nem minden vörös és fekete szín volt prém mint napjainkban is.      
A fő prémféleségek a hermelin és az evet. A ritkábbak közül gyakrabban fordul elő a mál. Csak néhány helyi heraldikai rendszerben fordul elő a pillangópikkely és/vagy tollpikkely, és nagyon ritka a coboly és a nyest. John Guillim a prémek között megkülönböztetett egyszínűeket és többszínűeket. Az előbbiek között megemlíti a fehéret ( fehér ), egy nevű kis fehér bundájú állatot, melynek nevét Litvánia nevéből vezeti le.
Fő prémek:

hermelin
evet

Kiegészítő prémek

mál
Fehér prém (en: Litvite, White) Guillimnél, megegyezik a mállal
coboly
nyest

Ritka prémek és bundabőrök

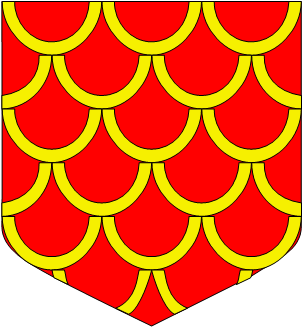
pillangópikkely
tollpikkely
pikkely
méhviaszforma

Prémnek tekinthető mintázatok

sakkozott
rutázott
félrutázott

Természetes prémek
- Természetes hermelin a címersátor bélésén és a rangjelölő koronán (a sátor tetején)

## A prémek heraldikai eredete

Bregenz címere kizárólag prémekből áll: mál alapon hermelines cölöp

Az értékes prémek használata a címereken már a heraldika legkorábbi időszakaiban is kimutatható. Például a frankoknál megtalálgató a vidra (de: Fischotterfell) és nyusztprém (de: Marderfell), a burgundok pedig a hódprémet (de: Biberfell) kedvelték. Az angolok is nagyra tartották az állatprémeket, ami hatással volt a címerművészetükre is. A német lovagok heraldikai prémjei a bizánci udvarban a keresztes háborúk alatt megcsodált díszes keleti viseletekre vezethetők vissza. Ezért a prémek nem maradtak csak az öltözék részei, hanem megjelentek a címerpajzsokon is. A prémek alkalmazása a címereken valószínűleg régebbi, mint a heraldikai színeké és talán az uralkodói köpenyek prémbéléseire megy vissza. Az első valódi címerábrázolásnak tartott forráson, Plantagenet Gottfried (†1151) Le Mans-i zománcozott sírtábláján a gróf köpenyén jól kivehető az evetes bélés.       
A fekete szín helyett a német heraldikában néha a cobolyprémet használták a pajzsra szögezve, mint például a von Zollern grófok címerénél. Ulrich von Lichtenstein (1200 k.-1275 v. 1276) hermelinprémmel vonta be a pajzsát. Annak ténye, hogy a prémeket már a korai heraldikában is használták, utalhat a színek címertani alkalmazására is. Mivel az eredeti pajzsdíszek szinte mindig prémekből vagy pergamendarabokból készültek, a pajzsok későbbi festése csak az eredeti borítóanyagok bizonyosfajta pótlásának tekinthető. Miként a pajzsok szilárdságának növelése érdekében egykor használatos fémveretek idővel pajzstagolássá és mesteralakká váltak, egyes heraldikusok szerint ugyanígy lett az arany és ezüst fém, valamint a prémek is a heraldikai színek előzménye. 
A prémek sajátságos formái és stilizált mintázata különféle feltevésekre adott okot. Ez különösen az evetre érvényes.

## A prémek rangjelölő szerepe

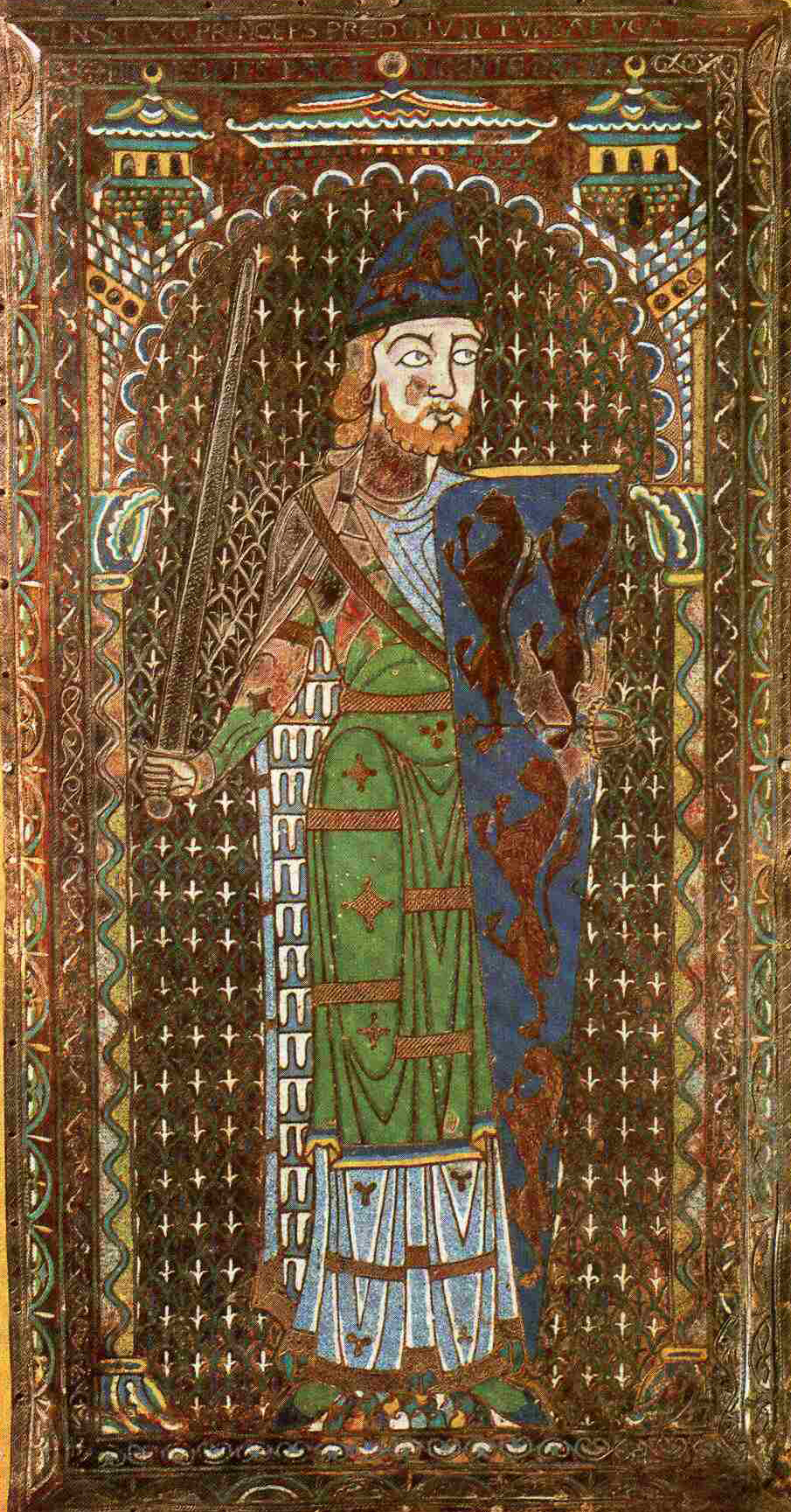
Plantagenet Gottfried (1113-1151) halotti táblája

A prémek a ritka és drága anyagok közé tartoztak. Ezért csak a főurak viselték, mégpedig ünnepi öltözékükön. Egyes országokban a drága prémeket csak az arisztokráciának volt joga hordani és rangjelölő szerepe is volt. Németországban (Angliában, Franciaországban stb.) a prémeket (de: Feh) a középkorban csak a nemesség és a főhivatalnokok viselhették. Az 1530-as augsburgi birodalmi gyűlés rendelete szerint a nemesek hermelint, cobolyt és nyestet, az egyszerű polgárok görényt és rókát, a parasztok csak kecske- és bárányszőrmét hordhattak. 
Akkoriban különbséget tettek a vörösprémek (de: Rotwerk), azaz a nyári vagy a vörösesbarna hátrészű prémek, valamint a szürkeprémek és a feketeprémek (de: Grauwerk und Schwarzwerk), azaz a sötétszürke hátrészű prémek között. Ha a háti és hasi részt egymással kombinálták, ez volt a tarkaprém (de: Buntwerk). Önmagában a háti részt szürkeprémnek (de: Kürsch, Grauwerk, Kleingrau, Kleinspalt) hívták. Ha csak prémet (de: Werk) említettek, azon mindig mókusprémet (Eichhörnchen bzw. Feh = evet) értettek. A hamisított prém (de: Feh) főleg fehér vagy kékes színű hermelinből készült. A tarkaprém (de: Buntwerk) a coboly (de Zobel) és a hermelin mellett a középkorban a legértékesebb prémek közé tartozott. 
A magyar viseletben a prémek rang szerinti sorrendje Apor Péter alapján nyuszt, nyest, petymet lehetett. Más helyen a nyuszt, hiúz, rókatorok sorrend szerepel. Ebben a felsorolásban a rendi helyzet is visszatükröződött. Apor említi még a főúri öltözékben a rókatorokkal bélelt mentét (11. l.), a rókabőrös süveget (29. l.), a főúri szolgák ünnepi öltözékében a párduc-, tigris-, farkasbőrt (44. l.). A jobbágyokat csak a báránybőr illette meg. Gyakran ezt viselték az egyszerű nemesek is.

## Bundabőrök
A prémek általában két, de legfeljebb 3-4 színből állnak. A bundabőr ezzel szemben szélesebb fogalom, mely az alapprémeken kívül magában foglalja a pajzs (esetleg a címerábrák) mindenféle mintázott díszítési módját, mint például a pillangópikkely, a halpikkelyes mintázat, a címersátor medveprémje (a cseh Choryn család címerében), sőt az újabb heraldika méhviaszformáját is. Az angol heraldikában ezenkívül (általában) mindenféle mintázatot prémnek tekintenek, mely kis darabok összetételéből jön létre, mint például a sakkozott és rutázott mintázatot.

## Prémek a magyar heraldikában
A prémek használata a magyar heraldikában nagyon ritka, de nem teljesen ismeretlen. Mindegyik fő prémféleségre van példa. Különösen a céhes heraldikában, ezen belül a tímároknál és más bőrműveseknél fordulnak elő nagyobb számban, mesterségük jelképeként. 
A prémeknek a magyar viseletben is volt rangjelölő szerepe, közte sajátosan magyar prémféleségekkel. Ezért a prémek használata a magyar heraldikától sem lehet idegen és bátran alkalmazhatók akár egyes családok nevének kifejezésére is (Pelle, Czóbel stb.), mint beszélő címer, valamint a régi magyar forrásokban, elsősorban Apor Péternél szereplő sajátos prémféleségek (nyuszt, nyuszthát, nyest, hiúzmál, rókatorok, rókahát, petymet stb.) is felvehető a magyar heraldika eszköztárába. Ezen prémek számára könnyen alkothatunk jellegzetes heraldikai mintázatot.
Apor Péter Metamorphosis című művében a következő jellegzetes prémféleségek fordulnak elő:
nyuszt: Menyétféle állat prémje. Előfordult a magyar főúri viseletben. A 18. század közepéig a coboly a nyuszt megnevezése volt. Valószínűleg ilyen értelemben használta Apor is, ezért nem szükséges külön nyusztprémet létrehozni.   
petymet: A Besztercei szójegyzékben (1395 k.) szerepel a pegyvet (variolus: pegueth), mint a szibériai szürke mókus, illetve ennek prémje. Ez tehát az evet megfelelője lehetne. Viszont a petymet, pegymeg, pitymeg, petyveg menyétféle prémes állat is volt, mely Apornál ugyancsak szerepelt a főúri viseletben, az újabb eredetű petymeg pedig cibetmacska-féle (Genella genella), mely ma Európában csak az Ibériai-félszigeten fordul elő. Kétséges, hogy élt-e valaha Erdélyben. Nem szükséges eldöntenünk, hogy Apor petymete mókus- vagy menyétféle (esetleg macskaféle) állat volt-e. A petymet heraldikai mintázata így is könnyen kialakítható az evetből, melynek minden fehér mintáját egy-egy kör alakú folttal díszítjük.   
hiúzmál: A hiúz hasi része, a főúri viseletben használt prém. Heraldikai mintázatként zöld alapon jól alkalmazhatók a fehér, lefelé fordított cölöpös hiúzfülek, melyek végén szőrcsomó látható.
rókatorok: A róka torokrésze. A rókaprém különféle részei előfordultak a magyar viseletben (rókatorok, rókahát, rókanyak, rókabőr, rókafarok). Legértékesebb a rókatorok volt, mint a főúri viselet része. Mintázatát megrajzolhatjuk felfelé álló háromszög alakú vörös-fehér stilizált rókafülekkel.

petymet
hiúzmál
rókatorok

## Lásd még
borítás, mázak, színek (heraldika), hermelin (heraldika), evet, mál, pillangópikkely, cobolyprém, nyestprém, pikkely